# Liste der brasilianischen Botschafter in Ghana
Die brasilianische Botschaft befindet sich in Accra.
| Ernannt/Akkreditiert | Name                                     | Bemerkungen                         | ernannt von                          | akkreditiert bei         | Posten verlassen |
| -------------------- | ---------------------------------------- | ----------------------------------- | ------------------------------------ | ------------------------ | ---------------- |
| 25. Sep. 1961        | Raimundo de Souza Dantas                 | (* 11. Februar 1923; † Januar 2002) | Jânio Quadros                        | Kwame Nkrumah            | 31. Juli 1963    |
| 1963                 | Luiz Garrido Cavadas                     | Geschäftsträger                     | Jânio Quadros                        | Kwame Nkrumah            | 1965             |
| 1965                 | Bessul Athull Netto                      | Geschäftsträger                     | Humberto Castelo Branco              | Kwame Nkrumah            |                  |
| 1965                 | Hersyl Castello Branco de Pereira Franco | Geschäftsträger                     | Humberto Castelo Branco              | Kwame Nkrumah            |                  |
| 1965                 | Luiz Garrido Cavadas                     | Geschäftsträger                     | Humberto Castelo Branco              | Kwame Nkrumah            | 1968             |
| 20. März 1966        | Mário Vieira de Mello                    |                                     | Humberto Castelo Branco              | Joseph Arthur Ankrah     | 23. Nov. 1971    |
| 1971                 | José Murillo de Carvalho                 | Geschäftsträger                     | Aurélio de Lira Tavares              | Edward Akufo-Addo        |                  |
| 17. März 1971        | Renato Firmino Maia de Mendonça          |                                     | Aurélio de Lira Tavares              | Edward Akufo-Addo        | 20. Okt. 1971    |
| 1971                 | Francisco Hermógenes de Paula            | Geschäftsträger                     | Aurélio de Lira Tavares              | Edward Akufo-Addo        | 1972             |
| 19. Juli 1972        | Lyle Amaury Tarrisse da Fontoura         |                                     | Aurélio de Lira Tavares              | Ignatius Kutu Acheampong | 1979             |
| 22. Feb. 1975        | Luiz Garrido Cavadas                     | Geschäftsträger                     | Aurélio de Lira Tavares              | Ignatius Kutu Acheampong | 10. Okt. 1975    |
| 1981                 | Victor José Silveira                     |                                     | Aurélio de Lira Tavares              | Ignatius Kutu Acheampong | 1982             |
| 1983                 | Agenor Soares dos Santos                 |                                     | João Baptista de Oliveira Figueiredo | Jerry Rawlings           |                  |
| 1992                 | Carlos Norberto de Oliveira Pares        |                                     | Fernando Collor de Mello             | Jerry Rawlings           |                  |
| 17. Dez. 1993        | Hélder Martins de Moraes                 |                                     | Itamar Franco                        | Jerry Rawlings           |                  |
| 2. Juni 2000         | Paulo Américo Veiga Wolowsky             |                                     | Fernando Henrique Cardoso            | Jerry Rawlings           |                  |
| 14. Dez. 2005        | Luiz Fernando de Andrade Serra           |                                     | Luiz Inácio Lula da Silva            | John Agyekum Kufuor      |                  |
| 6. Mai 2011          | Irene Vida Gala                          | (* 29. September 1961 in São Paulo) | Dilma Rousseff                       | John Atta Mills          |                  |